# Giorgione
Giorgione (Castelfranco Veneto, c. 1477 – Veneza, fins de 1510) como é conhecido Giorgio Barbarelli da Castelfranco, foi um pintor do Renascimento na Itália. Por ter morrido com apenas 33 anos, deixou uma obra pequena em quantidade, mas de alta qualidade e grande influência em seu tempo. A vida de Giorgione foi descrita por Vasari, em seu livro Vidas.

## Biografia
O pintor veio de uma pequena vila perto de Veneza, mas não se conhece bem com que idade ele começou como aprendiz de Giovanni Bellini, com quem permaneceu ate ficar famoso. Em 1500, com vinte e três anos, foi escolhido para pintar os retratos do Doge Agostino Barberigo e do Condotiere Consalvo Ferrante. Em 1504, recebeu a encomenda para pintar uma peça para o altar da catedral de sua nativa Castelfranco. Em 1507, recebeu um pagamento de uma obra para o salão de audiências no palácio do Doge. Entre 1507–1508 esteve empregado, junto com outros artistas, decorando o exterior da Fondaco dei Tedeschi em Veneza, além de outras obras já espalhadas pela cidade.
Vasari descreve outro importante acontecimento na vida de Giorgione, que muito influenciou sua obra, seu encontro com Leonardo da Vinci, por ocasião da visita do mestre toscano a Veneza em 1500. Giorgione foi para a pintura de Veneza o que Leonardo fora para Florença vinte anos antes, influenciando vários contemporâneos, entre eles Tiziano.
Ele nunca subordinou sua pintura à arquitetura, um efeito artístico a uma representação sentimental. Foi o primeiro a pintar paisagens com figuras, e o primeiro a pintar figuras sem um propósito votivo, alegórico ou histórico, e o primeiro a usar as cores com a intensidade que ficou típica da escola veneziana. Foi também um dos pioneiros do sfumato e do chiaroscuro, o delicado uso de tons de cor para acentuar a perspectiva e a luz, um dos motivos de sua fama.
Giorgione morreu novo, durante uma praga que assolou a cidade em setembro ou outubro de 1510, poucos dias antes de chegar a Veneza uma carta da grande mecenas das artes de seu tempo, Isabella d'Este, duquesa de Mântua, encomendando uma obra para sua coleção.

## Principais obras

Obras de Giorgione
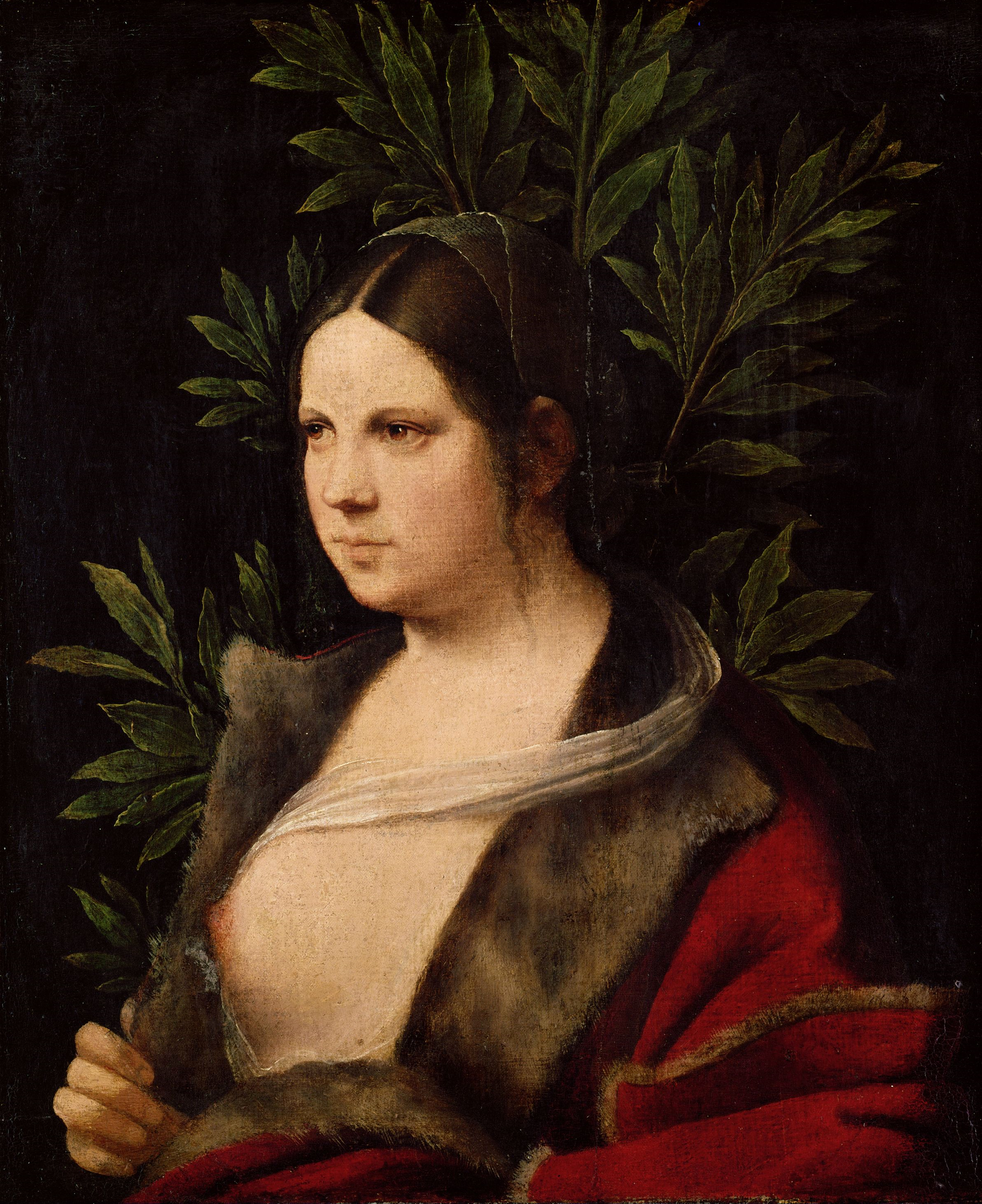
Laura ou Retrato de uma Jovem Noiva, 1506, Kunsthistorisches Museum, Viena
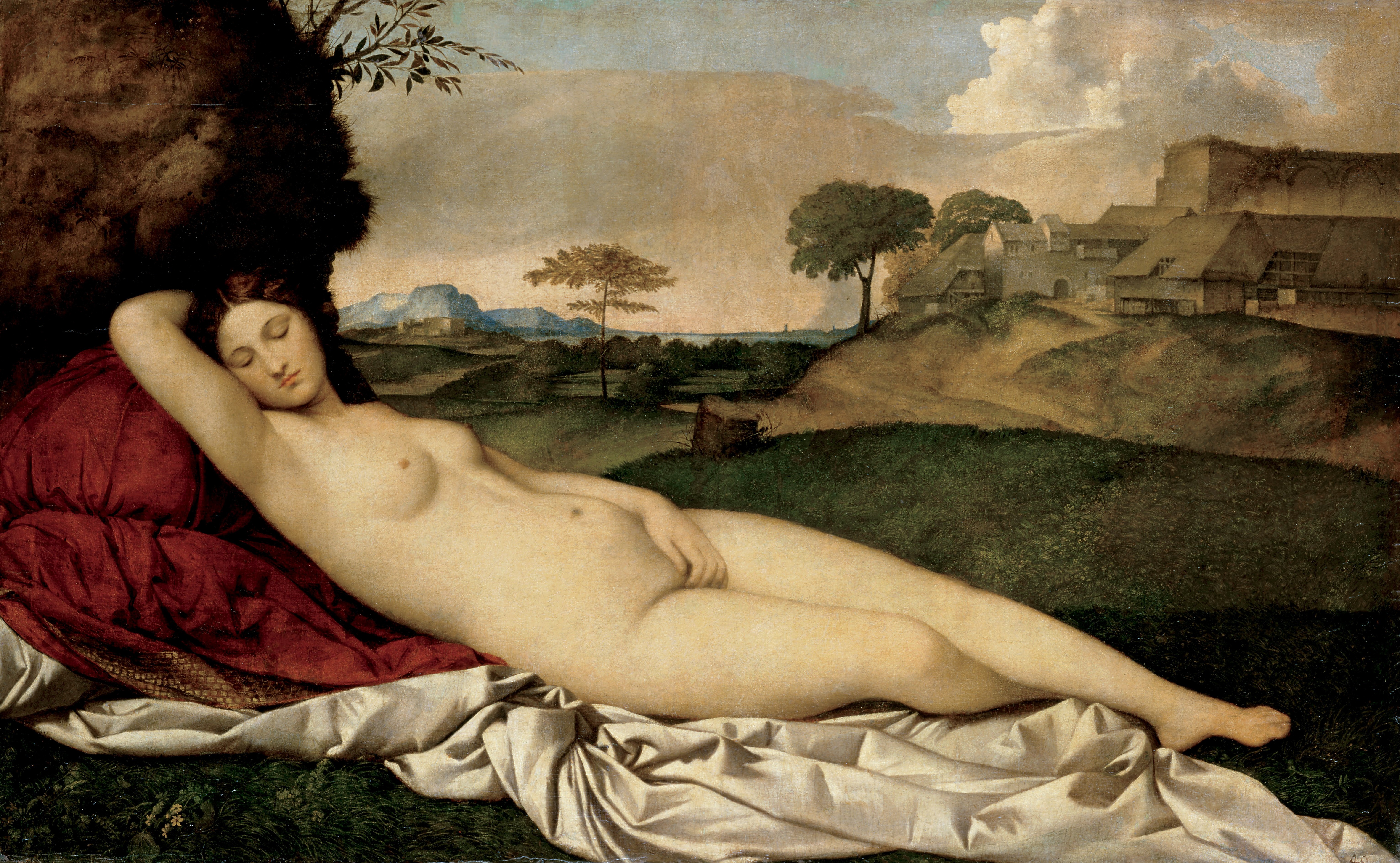
A Venus Adormecida (c. 1507–1510), Pinacoteca dos Mestres Antigos, Dresden
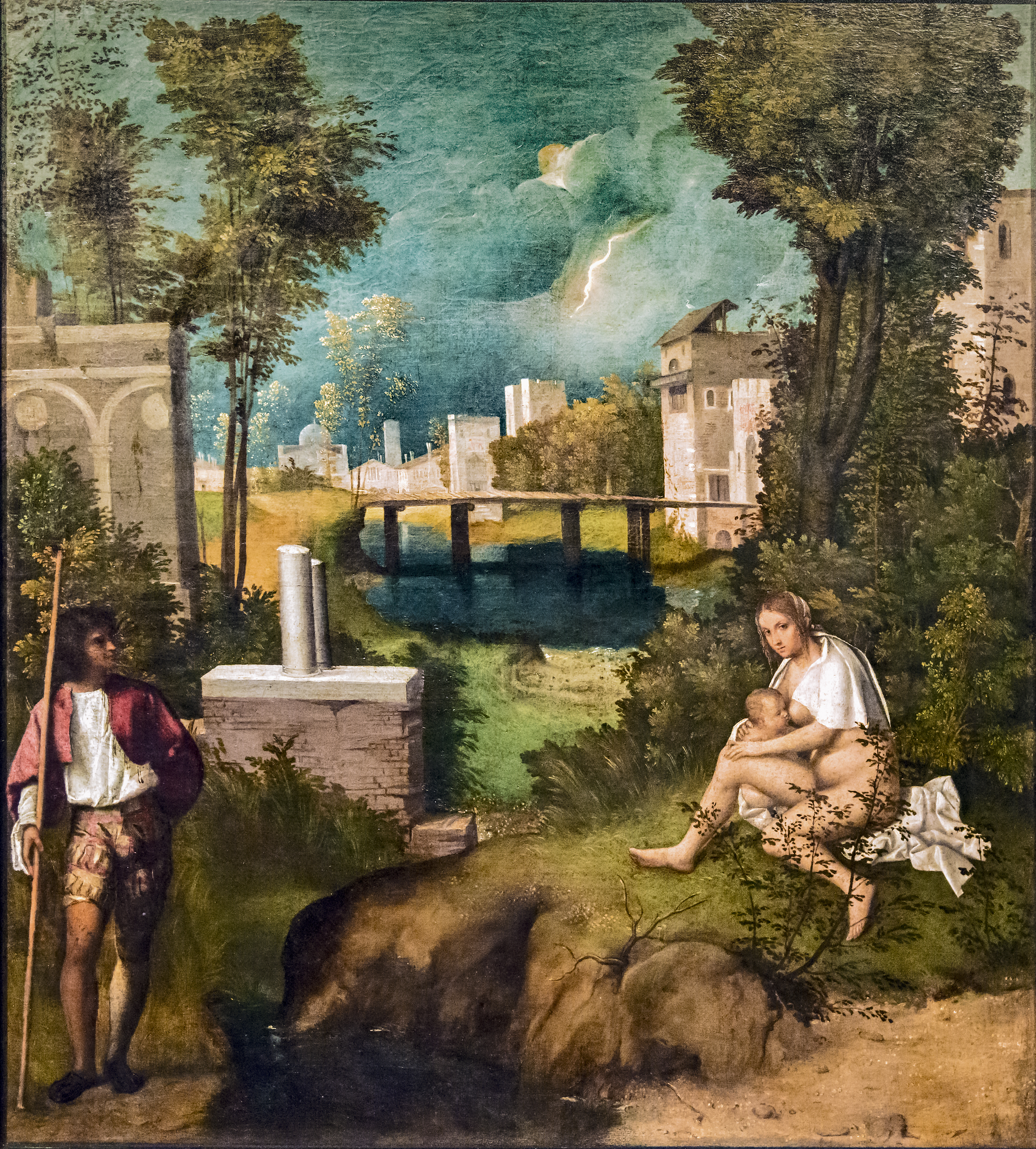
A Tempestade 1508, Accademia, Veneza
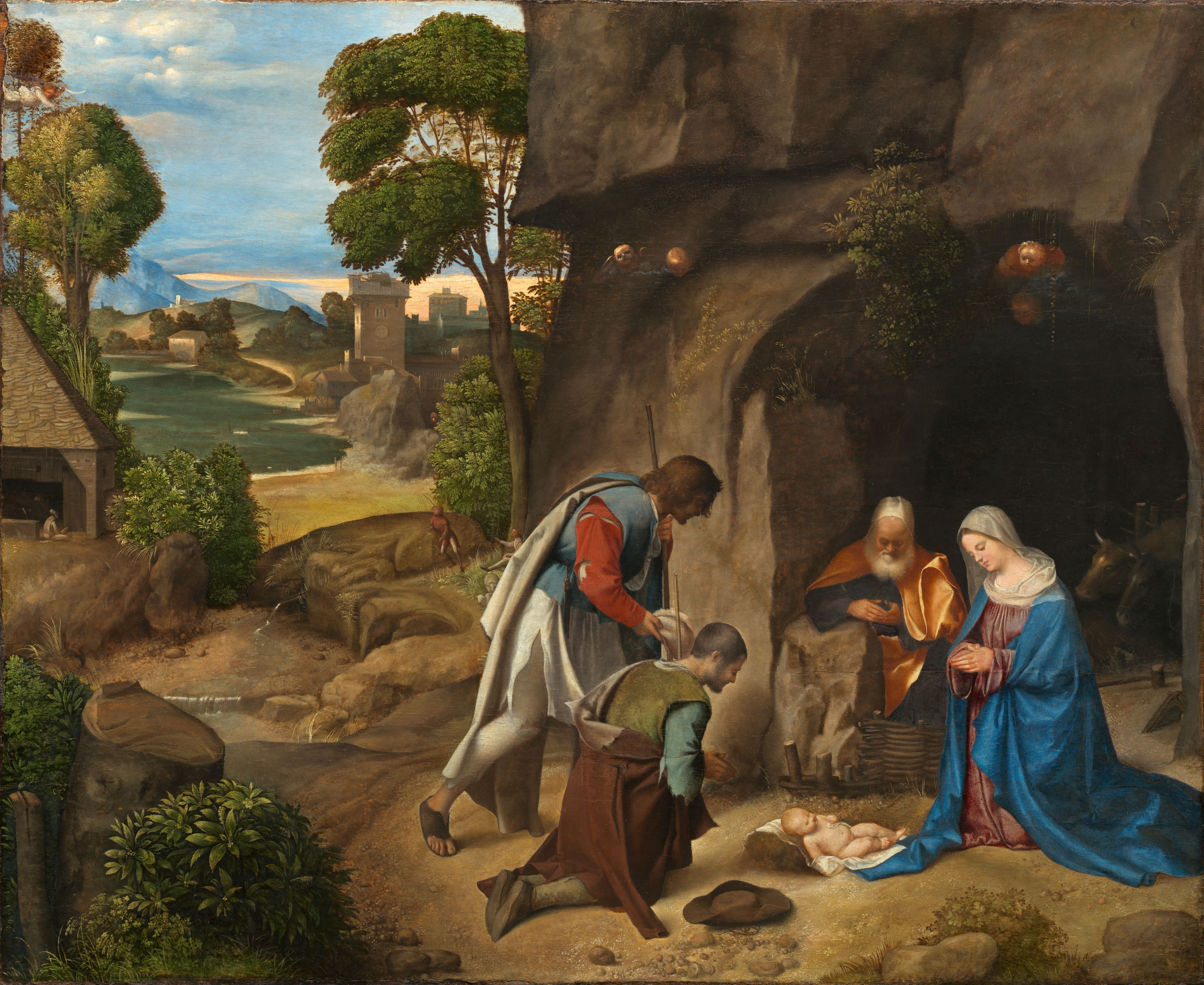
Adoração dos Pastores, Galeria Nacional de Arte em Washington

Para Castelfranco, Giorgione pintou a Pala di Castelfranco uma peça sacra convencional, mostrando a Madona entronada com dois santos formando um triângulo equilátero. Entretanto a riqueza da paisagem ao fundo da peça marcou uma inovação na arte de Veneza.
A Vénus Adormecida, hoje em Dresden, mostra o novo uso de uma paisagem como moldura para a deusa. Este quadro foi completado após sua morte por Ticiano, servindo de modelo para sua Vênus de Urbino.
O mesmo conceito de beleza idealizada é evocado na sua pensativa virgem de Laura ou Retrato de uma Jovem Noiva, hoje no Kunsthistorisches Museum, Viena, uma grande pintura que exibe as qualidades de Giorgione como colorista e paisagista. Ele e Tiziano revolucionaram o gênero retrato, sendo impossível diferenciar as primeiras obras de um e outro.
A Tempestade vem sendo chamada de "a primeira paisagem com figuras da arte ocidental". Embora a intenção desta obra seja desconhecida, a mestria do autor é evidente.